# 京都駅跨線橋転倒事故
京都駅跨線橋転倒事故（きょうとえきこせんきょうてんとうじこ）は、1934年（昭和9年）1月8日に、京都市下京区の京都駅構内で起きた群集事故である。死者77人、負傷者74人を出す惨事となった。

## 事故の概要
1934年1月8日、広島県呉市の海軍海兵団に入団する新兵715人（ほかに付添人約300人）を輸送する臨時列車が京都駅から運行されることになっていた。
臨時列車は当日午後10時22分に京都を発車するダイヤであったが、早い時間から見送りの関係者（新兵の家族のほか在郷軍人会や青年団など、数千人とみられている）が駅構内に詰めかけた。しかし、おびただしい人数のため、改札口（中央口）に面した1番ホームは立錐の余地もない状態になっていた。
当時「入営」は特別な意味を持ち、現地では軍歌も演奏されて熱狂的な騒ぎを呈した。入場券の販売停止や改札制限をすると改札口が壊されたり、駅員が雑踏整理を試みると「ケチをつける気か」と怒鳴り返されたりする混乱ぶりで駅員の制御が及ばない状況だった。
危険を感じた駅員は、群衆を第3ホーム（現在の4・5番線）に誘導しようとして、既に多くの人がいた西跨線橋を避け、東跨線橋から第3ホームに群衆を下ろそうとしたが、ホームに通じる階段も既に人であふれており、身動きが取れなくなっていた。
京都府警察史（1980年発行）によると、午後10時10分頃、臨時列車の発車時刻が近付き、跨線橋の人々がホームへ見送りに行こうと動き出した。その群衆の中で子供が転倒。助け起こそうとした人らが周囲に空間をつくったところ、人の波が連鎖的に押されていき「一挙に十数人が将棋倒しになった」という。階段の群衆は折り重なるように倒れていき、最下段付近で二百数十人が下敷きになった。
負傷者は京都衛戍病院（現・国立病院機構京都医療センター）や京都府立病院（現・京都府立医科大学附属病院）に搬送された。結果として77人が死亡、74人が負傷する大事故となった。犠牲者には入団予定者2人のほか、婚約者の弟の見送りに訪れていた新興キネマの女優・原静枝や、大部屋俳優の男性も含まれていた。
事故翌日の東京朝日新聞は、現場近くに居合わせた記者による記事を掲載した。それによると事故発生後、憲兵や警察官が群衆を下がらせたあと救助活動が実施され、死傷者はホームや駅員の休憩所に並べられた。在郷軍人が被害者に水を掛けたり人工呼吸を行うなど協力したという。臨時列車が大阪駅に停車した際に取材に応じた入団者の目撃談も掲載しており、「ブリッジ（跨線橋）付近のホーム上は大根を押し重ねたように人が積みあがった地獄絵そのもの。物凄い叫びは、まだ耳に残っています」と記している。